# Menophra japygiaria
Menophra japygiaria là một loài bướm đêm trong họ Geometridae.